# Олонецкий драгунский полк
Олонецкий драгунский полк — кавалерийская воинская часть Русской императорской армии, сформированная в 1707 году и упразднённая в 1771 году.

## История

Знамя Олонецкого драгунского полка (1712 год)

Герб для знамён Олонецкого драгунского полка (1730 год)

В начале 1707 года из людей расформированного Рейтарского М. Мурзенка полка (сформированного в 1703 году) сформирован Олонецкий драгунский полк в составе 1 гренадерской и 10 драгунских рот.
В 1711 году утверждён штат полка в составе 10 драгунских рот.
16 февраля 1727 года полк переименован во 2-й Нижегородский драгунский полк, но 13 ноября того же года переименован обратно в Олонецкий драгунский полк.
28 октября 1731 года гренадерская рота расформирована, с распределением чинов по драгунским ротам.
К концу 1745 года переведён из Нижегородской губернии в Краснослободский дистрикт Сибирской губернии.
30 марта 1756 года приказано полк привести в состав 1 гренадерской и 10 драгунских рот.
8 января 1765 года повелено полк переформировать в 5-эскадронный состав.
31 августа 1771 года Олонецкий драгунский полк упразднён, а его личный состав направлен на формирование лёгких полевых команд на Оренбургской и Сибирской линиях.

## Боевые действия
Полк принял участие в Северной войне. 29 сентября 1710 года участвовал во взятии Ревеля.
В 1734 году в ходе войны за польское наследство полк участвовал в осаде Данцига.
В ходе войны с Турцией в 1737 году участвовал в походе на Крым.
В 1738 году находился на охране границ и в походе к Днестру.

## Командиры
- 1718—1735 — полковник Лесли, Юрий Фёдорович